# Agrias hewitsonius
Espèce
Agrias hewitsonius est une espèce d'insectes lépidoptères de la sous-famille des Charaxinae (famille des Nymphalidae).

## Description
Agrias hewitsonius est un papillon  d'une envergure d'environ 69 mm, aux ailes antérieures à bord costal bossu, bord externe concave et aux ailes postérieures à bord externe légèrement festonné. 
La coloration des sous-espèces est très diverse par ses nuances et ses dimensions.
La face supérieure est noire avec aux ailes antérieures le plus souvent, une tache basodiscale bleu vif, une bande marginale bleu vert clair discale et postdiscale vers l'apex et aux ailes postérieures une bande marginale bleu vert clair.
Le revers est bleu vert clair métallisé avec aux ailes antérieures une grande tache basodiscale grise et une minime marque basale orange et aux ailes postérieures une plus ou moins grande tache basodiscale orange, une ligne submarginale d'ocelles pupillés de bleu et des taches noires organisées en lignes dans la partie bleu vert.

## Écologie et distribution
Agrias hewitsonius est présent en Équateur, en Colombie, au Pérou et au Brésil.

### Protection
Pas de statut de protection particulier.

## Liste des sous-espèces
Selon GBIF (1er juillet 2023) :

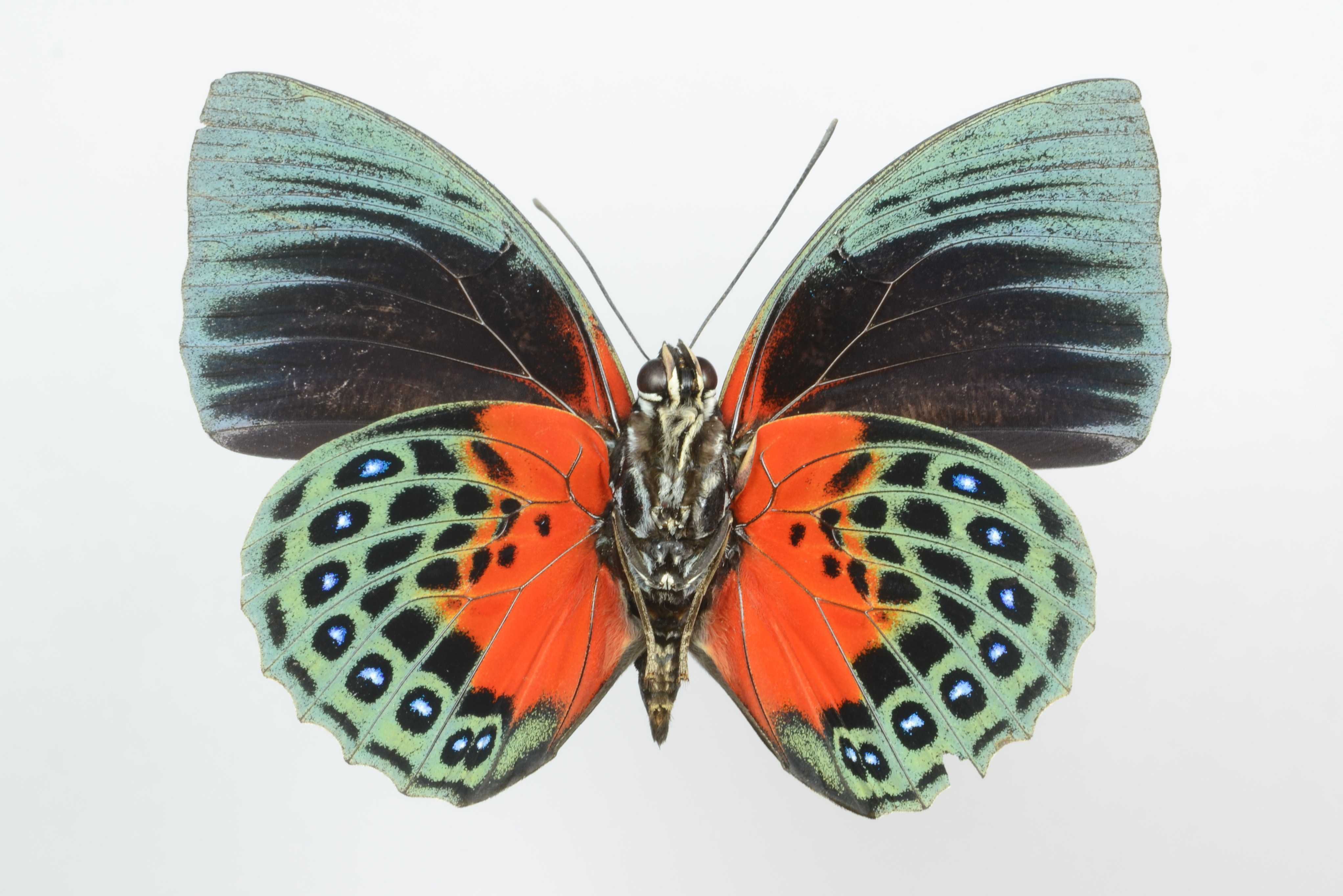
Agrias hewitsonius revers.

- Agrias hewitsonius ambiguus Biedermann, 1927
- Agrias hewitsonius beata Staudinger - Pérou
- Agrias hewitsonius beatifica Hewitson, 1869 - Équateur et Pérou
- Agrias hewitsonius extinctus Michael, 1926
- Agrias hewitsonius foucheri Le Moult, 1926
- Agrias hewitsonius fulvescens Rebillard, 1961
- Agrias hewitsonius hewitsonius Bates, 1860 - Brésil
- Agrias hewitsonius pherenice Fruhstorfer, 1916
- Agrias hewitsonius stuarti Godman & Salvin, 1882 - Brésil, Colombie et Pérou
- Agrias hewitsonius transiens Michael, 1926

## Systématique
Le nom valide complet (avec auteur) de ce taxon est Agrias hewitsonius Bates, 1860.
Agrias hewitsonius a pour synonyme :
- Agrias paradoxus Rebillard, 1961